# 이완용 (조선자작)
이완용(李完鎔, 1872년 12월 13일(음력 11월 13일) ~ 1937년 2월 4일)은 조선 후기의 문신이자 대한제국의 황족으로 장조의 5대손이자 고종의 조카뻘되는 인물이었다. 한일 병합 조약 체결시 일본 제국 정부로부터 조선귀족 작위를 받았다. 자는 경구(敬九), 호는 소암(小菴), 본관은 전주이다. 을사오적 가운데 한 사람이자 친일파의 거두로 알려져 있는 이완용(李完用, 1858년 ~ 1926년)과는 동명이인인 다른 사람이다.
덕안군 이재덕의 아들인 이언용이 자녀 없이 일찍 사망하여, 고종황제의 특별 지시로 1893년 덕안군의 사후 양자로 입양됐다. 1893년 홍릉참봉, 예릉참봉, 능령, 1896년 삭녕군수, 이듬해 통진군수 등을 지냈다. 1899년 시강원 시종관, 중화군수, 1900년 비인군수, 비서원승, 봉상사 부제조, 익산군수, 중추원의관, 1901년 내부 회계국장, 1903년 종정원경 등을 지냈다.
1903년(광무 6) 중추원의관, 종정원경(宗正院卿), 동지돈녕원사(同知敦寧院事) 칙임관 4등, 1905년(광무 8) 태복사장(太僕司長) 칙임관 4등을 역임했다. 1906년 수원군수로 나갔다가 1907년(광무 10) 7월 7일 봉상사제조 칙임관 3등에 임명된 뒤, 종2품 가의대부로 승진하였다. 한일 합방 조약 체결 이후 관직에서 물러났으며, 자작 작위를 받았다. 일제 강점기 때 종로구 계동의 갑부로 생활했다.

## 생애

### 생애 초기
조선후기의 왕족이자 대한제국 황족으로 본관은 전주, 휘는 완용(完鎔), 자는 경구(敬九), 호는 소암(小菴)이다. 내각대신 이완용(李完用)과는 동명이인이다. 내각총리대신 이완용은 우봉 이씨이고, 이완용의 서형 이윤용은 흥선대원군 하응의 서녀 사위였다.
이완용은 대한제국 순종과 같은 항렬인 조선 왕가의 족친으로, 호적상 사도세자의 5대손이 된다. 친아버지는 부사과 이재경(李載經)이나, 덕안군(德安君) 이재덕(李載悳)의 양자가 되었다. 따라서 은언군의 제사를 받드는 사손(祀孫)이 되었다. 생부 이재경은 선무전과 부사과를 지냈으며, 덕흥대원군의 증손자인 밀산군의 9대 손이었다.
왕족으로서의 작위는 덕흥대원군의 증손자인 밀산군까지만 주어졌다. 이후 그의 직계는 경기도 포천군 남면 일대에 살았고 포천 향적산, 천보산 일대에 그의 선영이 있었다. 그러다가 그의 생가 증조부 이동식(李東植, 1768 ~ 1852)이 노인직으로 첨지중추부사를 역임했다. 생부 이재경은 과에 급제하여 선전관과 부사과를 역임했다. 1887년 생모 청송심씨가 사망했다.
은언군의 제사를 받들던 덕안군 이재덕의 아들인 이언용이 자녀없이 병으로 일찍 죽자 1893년 고종은 은언군의 봉사손을 정하라는 특명을 내렸다. 이 중 이언용의 양자를 지명하지 않고, 대신 그가 낙점되어 이재덕의 사후양자로 지정되었다. 1899년(광무 2) 사도세자가 장종으로 추존되었다가 다시 장조로 추존되면서 4대까지 작위가 추서될 때, 그는 입양되었지만 사도세자에게 5대손이 되었으므로 작위는 내려지지 않았다.

### 관료 생활
1893년 음서로 홍릉의 참봉 벼슬로 관직에 들어섰고, 예릉참봉(睿陵參奉)으로 이직하였다. 이후 능령(陵令)을 거쳐 1896년 삭녕군수(朔寧郡守), 1897년 통진군수(通津郡守), 1899년(고종 36) 시강원시종관(侍講院侍從官), 중화군수(中和郡守)를 역임하였다. 이후 시강원의 시종관, 비서원승 등을 역임하고 같은 해 11월 1일 평락정(平樂亭)을 영건할 때에 참여한 궁내부대신(宮內府大臣) 이하 관료들에게 시상할 때 정3품으로 승진되었다. 1900년 비인군수(庇仁郡守)로 부임했다가 부임 직전 비서원승(祕書院丞)에 임명되었다. 이후 봉상사부제조(奉常司副提調)를 거쳐 같은 해 11월 익산군수(益山郡守)에 임명되었는데 역시 부임 직전에 중추원의관(中樞院議官)에 임명되어 되돌아왔다. 1903년에는 종정원경이 되었다.
1901년(광무 4) 2월 17일 내부 회계국장(內部會計局長) 주임관 5등(奏任官五等) 5등에 임명된 뒤 시종원시종(侍從院侍從) 겸임하고, 같은 해 5월 종2품(從二品)으로 승진하고0 강화부윤으로 나갔다. 1903년(광무 6) 10월 18일 내직으로 돌아와 중추원 의관(中樞院議官) 칙임관 4등(勅任官四等)에 임명되었다가 같은 해 10월 27일 종정원경(宗正院卿)에 임용하고 칙임관 4등, 1904년(광무 7) 1월 2일 종척집사(宗戚執事)로 차하(差下)하고 습렴(襲斂)할 때 입참(入參)하였다. 이해 4월 26일 혼전 제사관(魂殿祭祀官)에 차하되고, 11월 3일 동지돈녕원사(同知敦寧院事) 칙임관 4등, 1905년(광무 8) 3월 23일 태복사장(太僕司長) 칙임관 4등을 역임했다. 1906년 수원군수로 나갔다가 1907년(광무 10) 7월 7일 봉상사제조(奉常司提調) 칙임관 3등에 임명된 뒤, 종2품 가의대부(嘉義大夫)로 승진하였다.

### 생애 후반
한일 합방 조약 이후 관직에서 물러났다. 그러나 1910년 일본 정부로부터 훈1등 자작의 작위를 받았으며, 친일 단체에도 가담했다. 일제 강점기 동안 서울 종로구 계동에서 손꼽히는 갑부로 살았다. 본부인 문화 류씨에게서 아들을 얻지 못해, 첩에게서 서자 이해구를 보았다. 뒤늦게 얻은 아들 이해만(李海滿)도 역시 아들이 없어, 결국 이완용의 자작위는 양손자인 이택주가 이완용 사후 습작하였다.
1914년에 와서 은언군 묘소 주변에 개인의 묘소들이 많이 설치되었는데, 1914년 4월 1일 은언군의 봉사손 이완용은 은언군 묘소 주변의 땅을 타인에게 매각하였다.
이완용은 효령공파 출신의
인물이다.
청풍군 이해승의 둘째 아들인 이택주는 본래 전계대원군의 아들 영평군 이경응의 양자 청안군 이재순의 양손자로, 상계군의 양자인 익평군 이희의 양자 덕안군 이재덕의 아들인 이완용에게 항렬상 손자뻘이 된다. 1937년 2월 4일 경성부 관철정 41번지 자택에서 사망했다.

### 사후
시신은 선영이 있는 경기도 고양군 연희면 아미동(峨嵋洞) 선영하에 안장되었다. 그러나 후대에 그의 묘소 위치는 실전되었다.
2002년 발표된 친일파 708인 명단과 2008년 민족문제연구소에서 친일인명사전에 수록하기 위해 정리한 친일인명사전 수록예정자 명단에 모두 선정되었다.
2007년 대한민국 친일반민족행위진상규명위원회가 발표한 친일반민족행위 195인 명단에도 들어 있다.

## 가족 관계
양아버지 덕안군의 아들로 1887년 휘경원참봉을 지낸 이언용(李彦鎔)이 요절하면서 그가 사후 양자로 지명되었다. 1893년 8월 14일 고종은 은언군의 사손을 택정하라 지시했고, 그가 지명되었다. 양아버지 이재덕은 본가로는 21촌 아저씨뻘이 된다.
첩에게서 서자 이해구가 있었지만 이해구와 그 후손들의 행적은 미상이다.
- 양부 : 덕안군 이재덕(德安君 李載悳, 1852년 3월 18일 ~ 1877년 6월 5일)
- 양모 : 정부인 달성 서씨(貞夫人 達城徐氏, 1850년 9월 25일 - ?), 서우보(徐佑輔)의 딸

- 친부 : 이재경(李載經, 1844년 2월 29일 - 1912년), 덕흥대원군의 12대손, 밀산군의 9대손
- 친모 : 청송 심씨(靑松沈氏, 1838년 6월 4일 - 1887년 12월 15일), 심관지(沈觀之)의 딸.
- 부인 : 문화 류씨(文化柳氏, 1873년 6월 3일 - ?), 류병세(柳炳世)의 딸
  - 아들 : 이해만(李海滿)
    - 양 손자 : 이택주(李宅柱, 1920년 9월 25일 ~ 1950년 9월 27일)

  - 서자 : 이해구(李海龜, 1899년 2월 20일 - ?)

## 참고자료
- 친일반민족행위진상규명위원회 (2007년 12월). 〈이완용 (李完鎔)〉 (PDF). 《2007년도 조사보고서 II - 친일반민족행위결정이유서》. 서울. 290~295쪽쪽. 발간등록번호 11-1560010-0000002-10. [깨진 링크(과거 내용 찾기)]
- 국사편찬위원회, 한국근현대인물자료 - 이완용 (李完鎔)